# السلالة الهيرودية

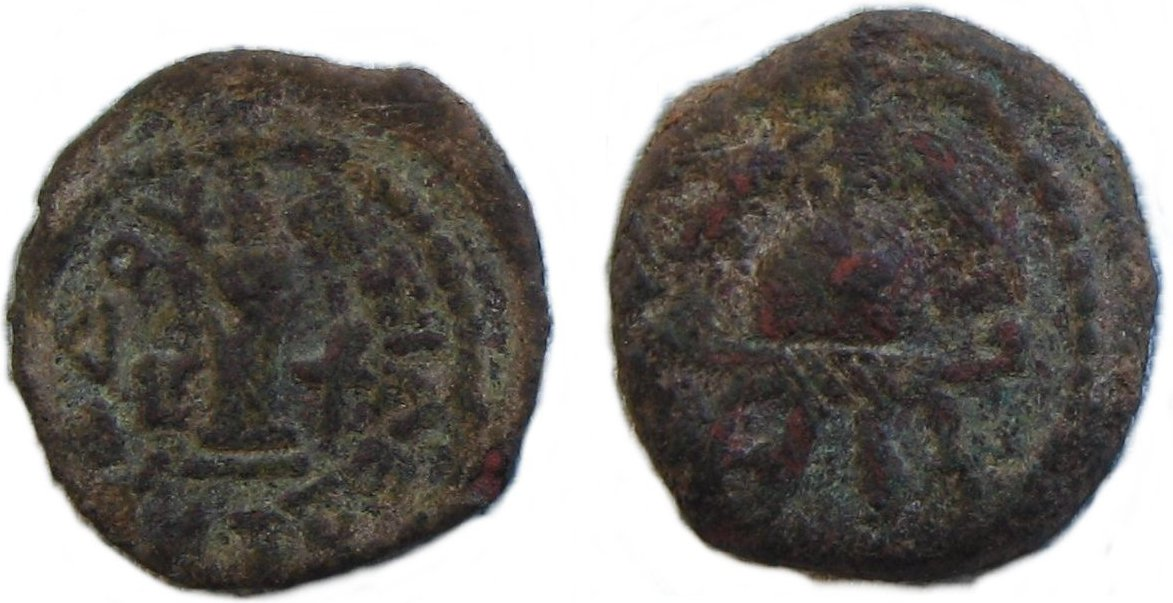
عملة هيرودس الكبير

السلالة الهيرودية هي سلالة ملكية من الإدومين، حكموا المملكة الهيرودية في يهودا ثم الربعية الهيرودية بعد ذلك التي كانت تابعة للإمبراطورية الرومانية. بدأت السلالة الهيرودية مع هيرودس الكبير الذي تولى عرش يهودا بدعم روماني بعد إسقاط المملكة الحشمونية التي امتدت على مدى قرن من الزمان. استمرت مملكة هيرودس حتى وفاته سنة 4 ق م، عندها قُُسِّمت بين أبنائه كرباعية، واستمرت السلالة حتى وفاة أغريباس الأول في 44 م، بينما استمرت الألقاب الملكية الصورية حتى 92 م عند وفاة آخر عاهل هيرودي أغريباس الثاني، حينما تولت روما السلطة الكاملة.

## تاريخ السلالة
في 40 ق م غزا الإمبراطورية الفرثية المقاطعات الرومانية الشرقية، وتمكنوا من طرد الرومان من العديد من المناطق. بينما سيطر الحشمونيين على يهودا بقيادة أنتيجونوس الحشموني كملك مؤيد للفرثيين. وتمكن هيرودس الكبير بن أنتيباتر الأدومي من الفرار إلى روما، بعد إقناع مجلس الشيوخ الروماني بنواياه الصادقة لصالح الرومان، أعلن عن نفسه كملك لليهود في مجلس الشيوخ الروماني. على الرغم من إعلانه ملكًا على كل يهودا، لم يقم هيرودس بغزو المملكة بالكامل حتى عام 37 ق م. حكم بعد ذلك المملكة الهيرودية كملك تابع للرومان لمدة 34 عامًا، وسحق المعارضة بينما بدأ أيضًا مشاريع بناء ضخمة، بما في ذلك ميناء قيسارية ماريتيما، والساحة المحاطة بالجدران الاستنادية في الهيكل، وقصر مسعدة وقصر هيروديون، وغير ذلك من القلاع والأشغال العامة. حكم هيرودس اليهود حتى 4 ق م. وعند وفاته قُسِّمت مملكته بين أبنائه الثلاثة كرباعية.

## قائمة حكام الهيرودية (47 ق م - 100 م)
- أنتيباتر الأدومي (ليس حاكمًا فعليًا) (47-44 ق م)
- هيرودس الكبير
  - حاكم الجليل 47-44 ق م
  - رباعية الجليل 44-40 ق م
  - انتخب ملكًا لجميع اليهود من قبل مجلس الشيوخ الروماني 40 ق م، حكم 37-4 ق م
- فاسيل (حاكم القدس) 47-40 ق م
- فارورس (حاكم بيرية) 20-5 ق م
- هيرودس أرخيلاوس (مقاطعتي يهودا والسامرة) 4 ق م - 6 م
- هيرودوس أنتيباس (رئيس ربع الجليل) 4 ق م - 39 م[2]
- هيرودس فيلبس الثاني (رئيس ربع باتانيا) 4 ق م - 34 م[3]
- سالومي الأولى (رئيسة ربع يفنه) 4 ق م - 10 م
- أغريباس الأول
  - ملك باتانيا 37-41 م
  - ملك الجليل 40-41 م
  - ملك كل اليهودية 41-44 م بعد أن وهبه كلوديوس حكم يهودا.
- هيرودس الخامس (ملك خالكيس) - 48 م
- أغريباس الثاني
  - رئيس ربع خالكيس 48-53 م
  - ملك باتانيا 53-100 م
- أرسطوبولس ملك خالكيس
  - ملك أرمينيا الصغرى 55-72 م
  - رئيس ربع خالكيس 57-92 م